# Sant Romà d'Estanya
L'església de Sant Romà d'Estanya està situada de l'entitat de població d'Estanya, al municipi de Benavarri a la Baixa Ribagorça oriental. El 1066 va ser vinculada a Sant Pere d'Àger. És el temple parroquial i va ser construït a segle xvi  des de 1586 en estil renaixentista popular.